# Nephodia xanthostigma
Nephodia xanthostigma là một loài bướm đêm trong họ Geometridae.